# HP-35

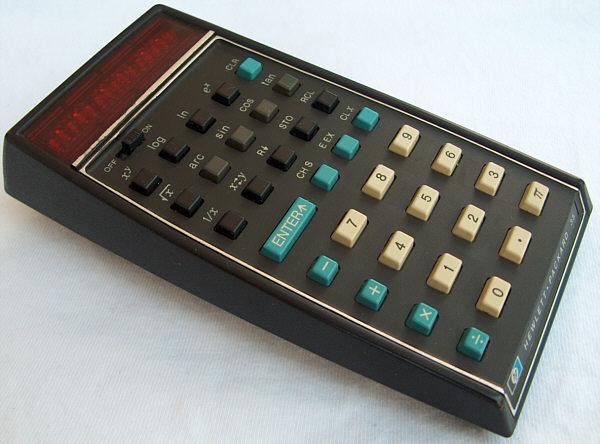
La calculadora HP 35

La HP-35 va ser la primera calculadora de butxaca de Hewlett-Packard i la primera calculadora científica de butxaca del món (amb funcions trigonomètriques i exponencials). Com algunes de les calculadores d'escriptori d'HP feia servir la notació polonesa inversa (RPN). Va ser introduïda a un preu de 395 dòlars EUA, i va estar disponible des del 4 de gener de 1972 fins a 1975. Durant aquest temps se'n van vendre més de 300.000 unitats.
Estudis de mercat d'aquest temps havien mostrat que no hi havia un mercat per a les calculadores de mida butxaca. No obstant això, el cofundador d'HP, Bill Hewlett va començar el desenvolupament d'una "HP-9100 de la mida d'una butxaca de camisa", i va resultar que els informes sobre el mercat eren incorrectes. En els primers mesos les ordres estaven excedint les expectatives d'HP pel que fa a la demanda del mercat. Abans de la HP 35, els únics dispositius portables pràctics per realitzar funcions trigonomètriques i exponencials eren les regles de càlcul. En aquest temps, les calculadores de butxaca existents només tenien quatre funcions, és a dir, només podien sumar, restar, multiplicar i dividir. Originalment havia estat coneguda simplement com "La Calculadora", però Hewlett va suggerir que havia de ser anomenada la HP 35 perquè tenia 35 tecles.

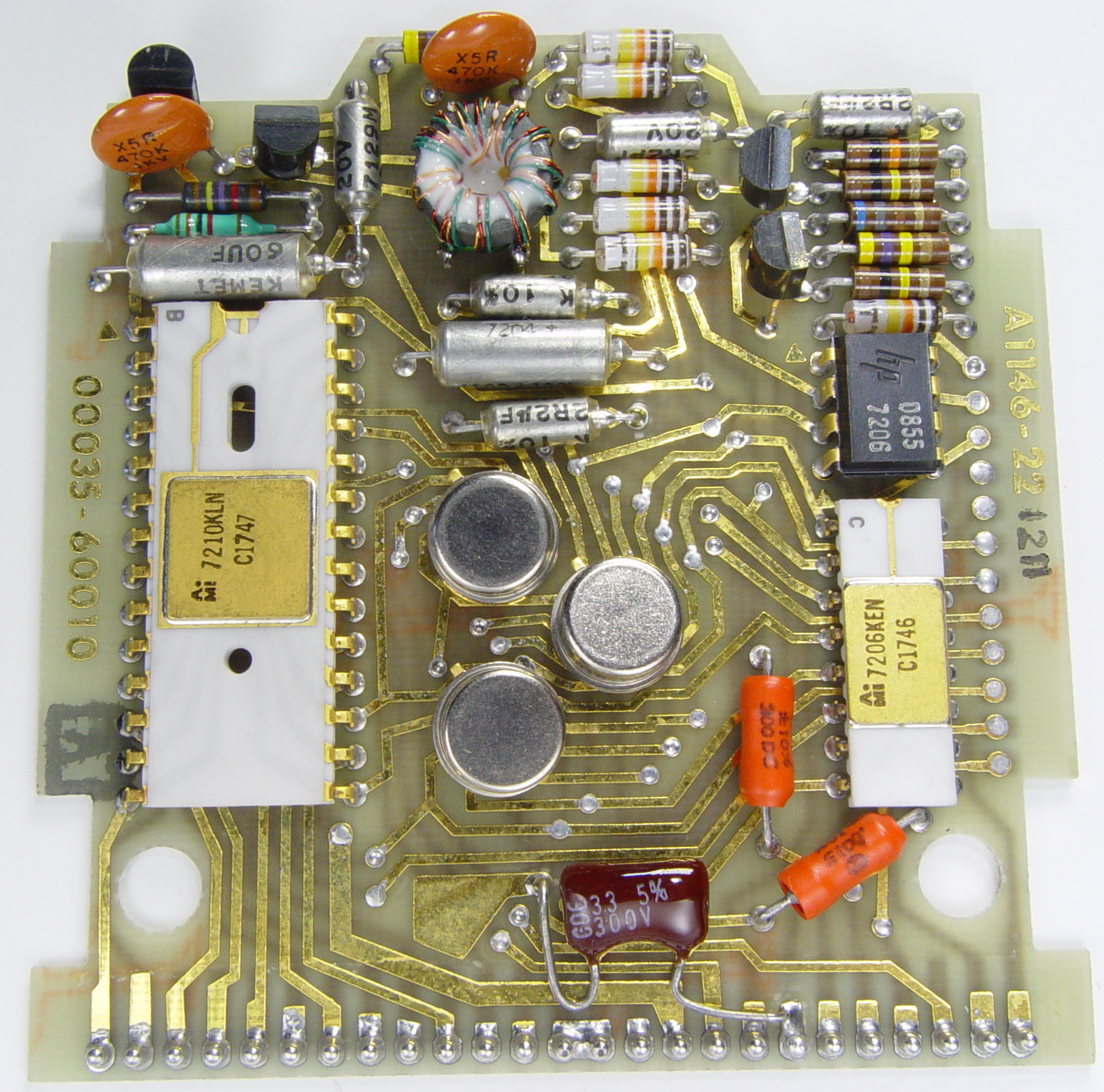
HP-35 mainboard

La calculadora feia servir una pantalla de coma decimal flotant per als nombres que podien ser mostrats en aquest format, però canviava automàticament a notació científica per a altres nombres. La pantalla LED de quinze dígits era capaç de mostrar una "mantissa" (part significativa) de 10 dígits més el seu signe i una coma decimal i un exponent de dos dígits més el seu signe. La pantalla era única en el sentit que la multiplexació va ser dissenyada per il·luminar un sol segment LED a la vegada, en lloc d'un sol dígit LED, perquè les investigacions d'HP havien mostrat que amb aquest mètode era percebut per l'ull humà com a més brillant per una energia equivalent.
La calculadora feia servir tres bateries de NiCd de mida "AA" ensamblades en un paquet de bateria desprèn, de disseny propietari d'HP. Els paquets de la bateria de reemplaçament ja no estan disponibles, deixant els HP 35 existents depenent del corrent altern, o els usuaris han de reconstruir el paquet de bateries per si mateixos usant piles disponibles. Un carregador de bateria extern estava disponible i la calculadora podia també funcionar des del carregador, amb les bateries instal·lades o sense.
Internament, la calculadora va ser organitzada al voltant d'un chipset processador serial (un bit) processant nombres de punt flotant de 56 bits, representant nombres de 14 dígits BCD.

## Descendents
La HP 35 va ser el començament d'una família de les calculadores relacionades totes compartint un empaquetat mecànic similar:
- La HP 45 va afegir moltes més característiques, incloent l'habilitat de controlar el format de sortida (en lloc del format purament automàtic de la HP 35). També va contenir una característica indocumentada de temporitzador (timer). El timer treballava, però no era prou precís per ser usat com cronòmetre a causa de la manca d'un oscil·lador de cristall.
- La HP 65 va afegir capacitat de programació, amb emmagatzematge del programa en targetes magnètiques.
- La HP 55, una continuació menys costosa de la HP 65, va proporcionar emmagatzematge en memòria per programes més petits, però no tenia cap emmagatzematge extern. El temporitzador que estava ja present a la HP 45 ara era controlat per un oscil·lador de vidre per aconseguir l'exactitud necessària i va ser documentat explícitament.
- La HP 67 va ampliar a la programabilitat de la HP 65, i va afegir codis de teclat completament combinats.
- La HP 80 i la més barata HP 70 va proporcionar funcions financeres, en comptes de científiques, com ara valor futur i valor actual net.

Les calculadores que van seguir van fer servir diversos empaquetats mecànics però la majoria eren operacionalment similars. La HP 25 era un model més petit i més barat d'una calculadora científica programable sense el lector de targeta magnètica, amb moltes característiques com la HP 65. La HP 41C va ser un avenç important en programabilitat oferint memòria CMOS de manera que els programes no es perdessin quan la calculadora fos apagada. Era la primera calculadora a oferir capacitats alfanumèriques tant per a la pantalla com per al teclat. Quatre ports externs sota de l'àrea de la pantalla van permetre l'expansió de la memòria (mòduls de RAM), la càrrega de programes addicionals (mòduls de Memòria ROM) i la interconnexió d'una àmplia varietat de perifèrics incloent el HP IL (el "HP Interface Loop"), una versió reduïda del bus d'instruments HPIB/GPIB/IEEE-488. Posteriorment, el HP 28C i el HP 28S afegir molta més memòria i una metàfora de programació substancialment diferent i més poderosa.

## Curiositats
- La HP-35 feia 5.8 polzades (150 mm) de llargària i 3.2 polzades (81 mm) d'ample, diu que va ser dissenyada per cabre en la butxaca de la camisa de William Hewlett.[2]
- Va serla primera calculadora científica en volar a l'espai (juntament amb l'HP-65 i l'HP-41) el 1972.[3]
- Va ser la primera calculadora de butxaca amb un rang numèric que cobreix 200 anys (10 +/-100 ).[3]
- La pantalla de 15 caràcters de la HP 35, quan era vista a l'inrevés, podia produir un nombre limitat de missatges alfabètics. Per exemple, 710.77345 es llegiria com "SHELL OIL". La mostra més extravagant va ser probablement 57738.57734 E+40 que es llegiria com "Oh Hells BELLS".[2]
- La HP 35 tenia exactament 5,8 polzades de llarg i 3,2 polzades d'ample. Aquesta era la mida de la butxaca de William Hewlett, d'allà això de "calculadora de butxaca".[2]
- El requeriment d'energia de la pantalla de LEDs va ser el responsable de la curta vida entre càrregues de la bateria de la HP 35, prop de tres hores. Per prolongar el temps de funcionament i evitar danyar per excés d'ús de l'interruptor lliscant on/off, els usuaris podien pressionar la tecla del punt decimal per a forçar la pantalla a il·luminar només un segment del LED.[2]
- La HP 35 calculava funcions aritmètiques, logarítmiques i trigonomètriques, però la implementació completa va fer servir només 767 instruccions acuradament seleccionades (7670 bits), en el que és una meravella de la programació concisa.[2]
- La introducció de la HP 35 i altres calculadores científiques de capacitat similar per Texas Instruments aviat van assenyalar la fi de la regla de càlcul com a símbol d'estatus entre estudiants de ciències i enginyeria. Les fundes de les regles de càlculs van anar desapareixent per donar pas a les fundes de la "regla de càlcul electrònica", i les universitats van començar a abandonar les classes de regla de càlcul del seu currículum.[2]